# Glen A. Larson
Glen Albert Larson (Long Beach, 3 de enero de 1937-Santa Mónica, 14 de noviembre de 2014) fue un productor y guionista estadounidense. Reconocido por haber sido el creador de series como Alias Smith and Jones, Battlestar Galactica, Buck Rogers in the 25th Century, Quincy, M.E., The Hardy Boys/Nancy Drew Mysteries, B. J. and the Bear, The Fall Guy, Magnum, P.I. y Knight Rider. Larson falleció el 14 de noviembre de 2014 en Santa Mónica, California, debido a complicaciones de cáncer de esófago.